# Bosones W' y Z'
En física de partículas, el bosón W' y el bosón Z' (o bosón W-prima y bosón Z-prima) son nuevas partículas elementales hipotéticas, del grupo de los bosones de gauge, que surgen de las extensiones de la simetría electrodébil del Modelo Estándar. Su nombre procede de la analogía con los bosones W y Z del modelo estándar. Al igual que ellos, el bosón W' tiene una carga eléctrica de ± 1, y el bosón Z tiene carga nula. Sus masas son desconocidas.

## Tipos

### Tipos de bosones W'
Los bosones W' se presentan a menudo en modelos con un teoría de campo de gauge SU(2) extra. SU(2)×SU(2) se rompe espontáneamente en un subgrupo diagonal SU(2)W, que se corresponde con el grupo electrodébil SU(2). En términos más generales, podríamos tener n copias de SU(2), que luego se descompone en un subgrupo diagonal SU(2)W. Esto da lugar a n−1 bosones W+', W−' y Z'. Tales modelos pueden surgir, por ejemplo, a partir de un diagrama de quiver o grafo orientado. Para que los bosones W' se acoplen al isospín, el grupo SU(2) adicional y el SU(2) del Modelo Estándar deben mezclarse; una copia del SU(2) debe romperse en torno a la escala del TeV (para obtener bosones W' con una masa próxima al TeV), dejando el segundo SU(2) para el Modelo Estándar. Esto sucede en modelos de Higgs pequeño que contienen más de una copia de SU(2). Debido a que el W' procede de la ruptura de un SU(2), que está genéricamente acompañado de un bosón Z' de (casi) la misma masa y con acoplamientos relacionados con los acoplamientos de los W'.
Otro modelo de bosones W' pero sin un factor SU(2) adicional es el llamado modelo 331 con β = ± 1/√3. La cadena de ruptura de la simetría SU(3)L × U(1)W → SU(2)W × U(1)Y conduce a un par de bosones W'± y tres bosones Z'.
Los bosones W' también surgen en las teorías de Kaluza-Klein con SU(2) en el "bulk" o "bulto".

### Tipos de bosones Z'
Varios modelos de la física más allá del Modelo Estándar predicen diferentes tipos de bosones Z'.
- Modelos con una nueva simetría gauge U(1). El Z' es el bosón de gauge de la simetría (rota) U(1).
- Modelos E6. Este tipo de modelo contiene dos bosones Z', que pueden mezclarse en general.
- Los modelos Topcolor y los modelos seesaw de rotura de simetría electrodébil dinámica tienen bosones Z' para seleccionar la formación de condensados en particular.
- Modelos de Higgs pequeño. Estos modelos suelen incluir un sector gauge ampliado, que se separa de la simetría gauge del Modelo Estándar cerca de la escala del TeV. Además de uno o más bosones Z', estos modelos a menudo contienen bosones W'.
- Modelos de Kaluza-Klein. Los bosones Z' son los modos excitados de una simetría gauge neutral en el "bulk".
- Extensiones Stueckelberg (véase la acción Stueckelberg). El bosón Z' surge de acoplamientos que se encuentran en las teorías de cuerdas con la intersección de D-branas.

## Búsquedas

### Búsquedas directas
Un bosón W' podría detectarse en colisionadores de hadrones a través de su desintegración en un leptón más un neutrino, o un quark arriba más un quark abajo, después de haber sido producidos en aniquilaciones quark-antiquark. Se espera que el LHC logre el descubrimiento del W' a una energía de algunos TeV.
Las búsquedas directas de los bosones Z' se llevan a cabo en colisionadores de hadrones, ya que permiten acceder a las energías más altas disponibles. Se buscan resonancias de dileptones de gran masa: el bosón Z' se produciría por aniquilación quark-antiquark, y decaería en un par electrón-positrón o un par de muones de carga opuesta. Los límites actuales más exigentes vienen del colisionador Tevatron del Fermilab, y dependen de los acoplamientos del bosón Z' (cuya sección transversal controla la producción). Hasta 2006, el Tevatron excluye que los bosones Z' posean masas por encima de 800 GeV para secciones transversales "típicas" predichas en varios modelos.
Las afirmaciones anteriores se aplican a los modelos de "gran anchura". Recientemente han surgido otros modelos que, de modo natural, proporcionan firmas de la sección transversal que caen muy próximas, o ligeramente por debajo de los límites de nivel de confianza del 95% establecidas por el Tevatron, y por lo tanto pueden producir señales detectables de la sección transversal de un bosón Z' en un intervalo de masa mucho más próximo a la masa polar Z que los modelos de "gran ancho" discutidos anteriormente.
Esos modelos "de ancho reducido" que entran en esta categoría son los que predicen un Z' de Stückelberg, así como un Z' de una dimensión adicional universal.)
El 7 de abril de 2011, la colaboración CDF en el Tevatron informó un exceso de eventos de colisión protón-antiprotón que producen un bosón W acompañado por dos jets de hadrones. Esto podría ser interpretado en términos de un bosón Z'.

### Búsquedas indirectas
Los límites más estrictos sobre los nuevos bosones W' son fijados por sus efectos indirectos sobre los procesos de baja energía, como la desintegración del muon, donde pueden sustituir al bosón intermediario W del Modelo Estándar.
Las búsquedas indirectas de los bosones Z' se llevan a cabo en colisionadores electrón-positrón, ya que dan acceso a mediciones de alta precisión de las propiedades del bosón Z del Modelo Estándar. Las limitaciones en la búsqueda proceden de la mezcla entre el Z' y el Z, y dependen de cada modelo, ya que no sólo dependen de la masa del Z', sino también de su mezcla con el Z. Los límites actuales más estrictos son los del colisionador LEP del CERN, que limita que los bosones Z' tengan una masa superior a unos pocos cientos de GeV, para los parámetros típicos del modelo.
El colisionador ILC extenderá su rango de energías hasta alcanzar de 5 a 10 TeV, dependiendo del modelo en cuestión, proporcionando complementariedad con los datos del LHC, ya que ofrecerá medidas de las propiedades adicionales del bosón Z'.

## Mezclas de Z' e Y
Podríamos tener mezclas cinéticoas de gauge entre la U(1) del bosón Z' y la U(1)Y de hipercarga. Esta mezcla da lugar a una modificación del nivel de árbol de los parámetros de Peskin-Takeuchi.

### En inglés
- T.G. Rizzo (2006). «Z' Phenomenology and the LHC». arXiv:hep-ph/0610104

., una visión pedagógica de la fenomenología del Z' (TASI 2006 lectures)
- P. Rincón (17 de mayo de 2010). «LHC particle search 'nearing', says physicist». BBC News.

Más avanzadas:
- Abulencia, A.; et al. (CDF Collaboration) (2006). «Search for Z′ → e+e− using dielectron mass and angular distribution». Physical Review Letters 96 (211801). Bibcode:2006PhRvL..96u1801A. arXiv:hep-ex/0602045. doi:10.1103/PhysRevLett.96.211801.
- Amini, Hassib (2003). «Radiative corrections to Higgs masses in Z′ models». New Journal of Physics 5 (49). Bibcode:2003NJPh....5...49A. arXiv:hep-ph/0210086. doi:10.1088/1367-2630/5/1/349.
- Aoki, Mayumi; Oshimo, Noriyuki (2000). «Supersymmetric extension of the standard model with naturally stable proton». Physical Review D 62 (055013): 55013. Bibcode:2000PhRvD..62e5013A. arXiv:hep-ph/0003286. doi:10.1103/PhysRevD.62.055013.
- Aoki, Mayumi; Oshimo, Noriyuki (2000). «A supersymmetric model with an extra U(1) gauge symmetry». Physical Review Letters 84 (23): 5269-5272. Bibcode:2000PhRvL..84.5269A. PMID 10990921. arXiv:hep-ph/9907481. doi:10.1103/PhysRevLett.84.5269.
- Appelquist, Thomas; Dobrescu, Bogdan A.; Hopper, Adam R. (2003). «Nonexotic neutral gauge bosons». Physical Review D 68 (035012): 35012. Bibcode:2003PhRvD..68c5012A. arXiv:hep-ph/0212073. doi:10.1103/PhysRevD.68.035012.
- Babu, K. S.; Kolda, Christopher F.; March-Russell, John (1996). Leptophobic U(1)s and the Rb–Rc crisis 54. pp. 4635-4647. Bibcode:1996PhRvD..54.4635B. arXiv:hep-ph/9603212. doi:10.1103/PhysRevD.54.4635.
- Barger, Vernon D.; Whisnant, K. (1987). «Use of Z lepton asymmetry to determine mixing between Z boson and Z′ boson of E6 superstrings». Physical Review D 36 (3): 979-82. Bibcode:1987PhRvD..36..979B. doi:10.1103/PhysRevD.36.979.
- Barr, S.M.; Dorsner, I. (2005). «The origin of a peculiar extra U(1)». Physical Review D 72 (015011). Bibcode:2005PhRvD..72a5011B. arXiv:hep-ph/0503186. doi:10.1103/PhysRevD.72.015011.
- Batra, Puneet; Dobrescu, Bogdan A.; Spivak, David (2006). «Anomaly-free sets of fermions». Journal of Mathematical Physics 47 (082301): 2301. Bibcode:2006JMP....47h2301B. arXiv:hep-ph/0510181. doi:10.1063/1.2222081.
- Carena, Marcela S.; Daleo, Alejandro; Dobrescu, Bogdan A.; Tait, Tim M.P. (2004). «Z′ gauge bosons at the Tevatron». Physical Review D 70 (093009). Bibcode:2004PhRvD..70i3009C. arXiv:hep-ph/0408098. doi:10.1103/PhysRevD.70.093009.
- Demir, Durmus A.; Kane, Gordon L.; Wang, Ting T. (2005). «The Minimal U(1)′ extension of the MSSM». Physical Review D 72 (015012). Bibcode:2005PhRvD..72a5012D. arXiv:hep-ph/0503290. doi:10.1103/PhysRevD.72.015012.
- Dittmar, Michael; Nicollerat, Anne-Sylvie; Djouadi, Abdelhak (2004). «Z′ studies at the LHC: an update». Physical Letters B 583: 111-120. Bibcode:2004PhLB..583..111D. arXiv:hep-ph/0307020. doi:10.1016/j.physletb.2003.09.103.
- Emam, W.; Khalil, S. (2007). «Higgs and Z′ phenomenology in B–L extension of the standard model at LHC». European Physical Journal C 522: 625-633. Bibcode:2007EPJC...52..625E. arXiv:0704.1395. doi:10.1140/epjc/s10052-007-0411-7.
- Erler, Jens (2000). «Chiral models of weak scale supersymmetry». Nuclear Physics B 586: 73-91. Bibcode:2000NuPhB.586...73E. arXiv:hep-ph/0006051. doi:10.1016/S0550-3213(00)00427-2.
- Everett, Lisa L.; Langacker, Paul; Plumacher, Michael; Wang, Jing (2000). «Alternative supersymmetric spectra». Physics Letters B 477: 233-241. Bibcode:2000PhLB..477..233E. arXiv:hep-ph/0001073. doi:10.1016/S0370-2693(00)00187-8.
- Fajfer, S.; Singer, P. (2002). «Constraints on heavy Z′ couplings from ΔS = 2 B− → K−K−π+ decay». Physical Review D 65 (017301). Bibcode:2002PhRvD..65a7301F. arXiv:hep-ph/0110233. doi:10.1103/PhysRevD.65.017301.
- Ferroglia, A.; Lorca, A.; van der Bij, J. J. (2007). «The Z′ reconsidered». Annalen der Physik 16: 563-578. Bibcode:2007AnP...519..563F. arXiv:hep-ph/0611174. doi:10.1002/andp.200710249.
- Hayreter, Alper (2007). «Dilepton signatures of family non-universal U(1)′». Physical Letters B 649 (2–3): 191-196. Bibcode:2007PhLB..649..191H. arXiv:hep-ph/0703269. doi:10.1016/j.physletb.2007.03.049.
- Kang, Junhai; Langacker, Paul (2005). «Z′ discovery limits for supersymmetric E6 models». Physical Review D 71 (035014). Bibcode:2005PhRvD..71c5014K. arXiv:hep-ph/0412190. doi:10.1103/PhysRevD.71.035014.
- Morrissey, David E.; Wells, James D. (2006). «The tension between gauge coupling unification, the Higgs boson mass, and a gauge-breaking origin of the supersymmetric μ-term». Physical Review D 74 (015008): 15008. Bibcode:2006PhRvD..74a5008M. arXiv:hep-ph/0512019. doi:10.1103/PhysRevD.74.015008.